# ビオフェルミン製薬
ビオフェルミン製薬株式会社（ビオフェルミンせいやく 、英文社名：Biofermin Pharmaceutical Co., Ltd. ）は、日本の兵庫県神戸市中央区に本社を置く大手製薬会社。乳酸菌製剤の老舗。胃腸薬など一般用医薬品を主に取り扱う。
大正製薬ホールディングスの100%子会社。

## 概要
- 創業は1917年（大正6年）2月12日。1949年（昭和24年）に現在の社名に変更されたが、創業当初から一貫して、乳酸菌整腸薬「ビオフェルミン」を中心として企業経営を成り立たせている。

- 「ビオフェルミン」の販売は長く武田薬品に委託しており、武田グループの販売、製造会社の一社であったが、2008年（平成20年）3月には大正製薬の傘下に入った[4]。

- 国内販売は2014年（平成26年）より、輸出は2016年（平成28年）より、それぞれ大正製薬に移管された[5]。国内販売に関しては大正製薬や大正富山医薬品（現・大正ファーマ）からの販売権付与により武田薬品が引き続き販売を行ってきたが、OTC医薬品・指定医薬部外品に関しては2017年（平成29年）10月から大正製薬による販売に移行した。医療用医薬品の販売に関しては、大正製薬を通じて武田薬品へ卸し、武田グループとの繋がりを保っていたが、2020年末に大正製薬が武田薬品を介さず、直接医薬品卸等へ販売することとなった[6][7]。これにより、創業以来続いていた武田薬品及び武田グループとの関係に終止符が打たれた。

- 2021年7月30日付で、株式交換により大正製薬ホールディングスの完全子会社となった[8]。

## 事業所一覧
2023年（令和5年）12月1日時点
- 本社 - 兵庫県神戸市西区井吹台東町七丁目3番4

- 西神事業所 - 兵庫県神戸市西区井吹台東町七丁目3番4（神戸工場棟・研究管理棟・培養棟・R&Dセンター）

## 沿革

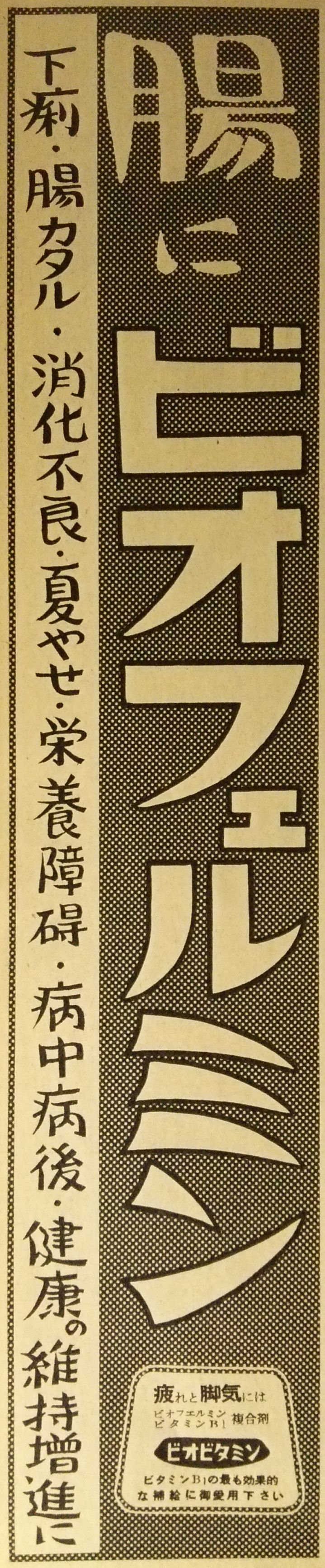
『アサヒグラフ』 1952年8月20日号掲載の広告

- 1917年（大正6年）2月12日 - 神戸市中央区北長狭通五丁目に、資本金10万円で株式会社神戸衛生実験所として設立。乳酸菌整腸薬「ビオフェルミン」を発売。販売を武田長兵衛商店（現・武田薬品工業）に委託。
- 1919年（大正8年）5月 - 神戸市長田区二番町二丁目1番地に社屋及び工場を移転。
- 1941年（昭和16年）- 東京都中央区日本橋本町に東京出張所を開設。
- 1949年（昭和24年）
  - 3月22日 - 商号をビオフェルミン製薬株式会社に変更。
  - 7月 - 神戸証券取引所に株式を上場。資本金1000万円。
- 1961年（昭和36年）10月- 大阪証券取引所第2部に上場。資本金1億5000万円。
- 1964年（昭和39年）4月 - 医療用向け、ビフィズス菌の有用性に着目し、乳酸菌とビフィズス菌を配合した整腸薬「ビオスミン」を発売。
- 1966年（昭和41年）4月 - 従来の「ビオフェルミン」に、さらに別種の乳酸菌を加えた一般用向け、乳酸菌整腸薬「新ビオフェルミン」を発売。
- 1967年（昭和42年）10月31日 - 神戸証券取引所が解散。
- 1968年（昭和43年）- 戦前（第二次世界大戦前）から3代目の屋外看板としてビオフェルミンの広告を掲げていた神戸タワーが解体され、一つの時代が幕を下ろす[9]。
- 1970年（昭和45年）- 錠剤と同じ効き目の一般用向け、乳酸菌整腸薬「新ビオフェルミン末」を発売。
- 1974年（昭和49年）5月 - 医療用向け「ビオフェルミンR散」を発売。
- 1976年（昭和51年）10月 - 医療用向け「ビオフェルミンR錠」を発売。
- 1981年（昭和56年）11月 - 医療用向け、3種アミノ酸の配合による排尿障害改善剤「プロハルンカプセル」を発売。
- 1982年（昭和57年）3月 - 東京出張所を大和江戸橋ビル（現・武田江戸橋ビル）に移転。
- 1983年（昭和58年）6月 - 一般用向け、生薬・乳酸菌配合のおなかにやさしく飲みやすい細粒の下痢止め薬「ビオフェルミン止瀉薬」を発売。
- 1984年（昭和59年）
  - 6月 - 一般用向け、乳酸菌整腸薬「新ビオフェルミン末<分包>」を発売。
  - 8月 - 東京出張所を東京営業所に昇格。
- 1987年（昭和62年）5月11日 - 従来の「新ビオフェルミン」に替えて、ビフィズス菌を含む3種乳酸菌配合一般用向け、乳酸菌整腸薬「新ビオフェルミンS細粒・錠」を発売。
- 1992年（平成4年）7月 - 一般用向け、3種消化酵素と4種健胃生薬とアカメガシワエキスと乳酸菌配合の胃腸薬「ビオフェルミン健胃消化薬錠」を発売。
- 1995年（平成7年）1月17日 - 阪神・淡路大震災により被災し、旧本社および工場が倒壊等の被害を受ける。
- 1996年（平成8年）3月 - 新本社社屋が神戸市長田区三番町五丁目5番地に落成、神戸工場（兵庫県神戸市西区井吹台東町七丁目3番4）新設。
- 1997年（平成9年）7月 - 一般用向け、ピコスルファートナトリウムと乳酸菌配合の便秘薬「ビオピコ錠」を発売。
- 1999年（平成11年） - 東京営業所を東京支店（現在：東日本支店）に昇格。ホームページ開設。
- 2002年（平成14年）2月12日 - 創業85周年を機に、CIを導入し、新しいシンボルマークを制定する。
- 2003年（平成15年）
  - 5月 - 錠剤タイプの一般用向け、シャクヤクエキスとビフィズス菌配合の下痢止め薬「ビオフェルミン下痢止め」を発売。
  - 9月1日 - 大阪証券取引所第1部銘柄に指定替え上場変更。医療用向け「ビオフェルミン錠剤」を発売。T-ZONEキャピタル（現在はSFCGに合併）が筆頭株主となる。
- 2005年（平成17年）1月 -「新ビオフェルミンS細粒・錠」が、医薬品から医薬部外品へ移行。
- 2006年（平成18年）2月 - 一般用向け、ビタミンCとビフィズス菌配合整腸薬「ビオフェルミンVC」発売。
- 2007年（平成19年）11月 - 神戸工場に研究管理棟を完成[注 1]。
- 2008年（平成20年）3月 - 乳酸菌配合の便秘薬「ビオフェルミン便秘薬」発売。大正製薬株式会社が株式公開買付け（TOB）による子会社化を発表。会社側及び筆頭株主であるTZCSもこれに賛同し、TOBが成立。大正製薬は56.93%の株式を取得し、子会社化。
- 2013年（平成25年）
  - 7月16日 - 大阪証券取引所と東京証券取引所の現物株市場統合に伴い、東京証券取引所第1部に指定替え。
  - 7月31日 - 武田薬品工業との間で締結していた当社製品の販売及び輸出に関する売買契約と輸出契約を解除し、新たに大正製薬との間で当社製品の販売及び輸出に関する独占的販売権許諾契約を締結したことを発表。
  - 8月5日 - 武田薬品工業が、保有する株式の一部を大正製薬へ譲渡。大正製薬の保有する株式が63.98%となる。
- 2014年（平成26年）
  - 1月1日 - 2013年7月の独占的販売権許諾契約に基づき、大正製薬に対して国内取引（OTC医薬品・指定医薬部外品、医療用医薬品とも）に関する独占的販売権を付与。なお、大正製薬や同社グループ会社の大正富山医薬品株式会社（現・大正ファーマ）を通じて武田薬品工業に販売権を付与することにより、販売体制は維持される。
  - 3月28日 - 大正製薬グループの組織再編に伴い、当社の親会社が、大正製薬から同社の親会社である大正製薬ホールディングス株式会社に変更。
- 2016年（平成28年）1月1日 - 2013年7月の独占的販売権許諾契約に基づき、大正製薬に対して輸入取引に関する独占的販売権を付与。
- 2017年（平成29年）
  - 9月30日 - 大正製薬と武田薬品工業両社の合意により、同日をもって武田薬品工業への販売権付与による契約が終了[10]。
  - 10月1日 - OTC医薬品・指定医薬部外品の取引を大正製薬を通じた販売に切替[10]。
- 2018年（平成30年）
  - 1月 - 本社を神戸市中央区三宮町の三宮セントラルビル12階に移転。
  - 6月27日 - 藤本孝明が代表取締役社長を退任し、和気秀行が就任[11]。
- 2019年（令和元年）
  - 6月26日 - 北谷脩が代表取締役社長に就任し[11][2]、先代の和気秀行は副会長に就任[11]。
  - 10月1日 - ビフィズス菌・フェーカリス菌・アシドフィルス菌に加え、ロンガム菌を追加配合した「新ビオフェルミンS錠/細粒」の処方強化版「新ビオフェルミンS錠/細粒」発売。
  - 11月1日 - 公式ファンサイト「ビオフェルミン王国」を開設[12][13]。
- 2021年（令和3年）
  - 1月1日 - 大正製薬と武田薬品工業両社の合意により、2020年12月31日をもって武田薬品工業を通じた販売が終了したことに伴い、医療用医薬品の取引を大正製薬を通じた販売に切替[6][7]。これにより、当社製品の日本国内で販売の全てを大正製薬が一手に担うこととなった。
  - 7月28日 - 東京証券取引所第1部上場廃止[8]。
  - 7月30日 - 株式交換により、大正製薬ホールディングス株式会社の完全子会社となる[8]。
  - 10月1日 - 非刺激性成分の酸化マグネシウムと乳酸菌を配合した「ビオフェルミン酸化マグネシウム便秘薬」発売。

## 主要製品

### 医療用医薬品
- ビオフェルミン配合散
- ビオフェルミン錠剤
- ビオフェルミンR散
- ビオフェルミンR錠
- ビオスミン配合散

### 一般用医薬品
- 新ビオフェルミンS錠【指定医薬部外品】
- 新ビオフェルミンS細粒【指定医薬部外品】
- 新ビオフェルミンSプラス錠【指定医薬部外品】
- 新ビオフェルミンSプラス細粒【指定医薬部外品】
- ビオフェルミン止瀉薬【第2類医薬品】
- ビオフェルミン下痢止め【第2類医薬品】
- ビオフェルミンぽっこり整腸チュアブルa【第3類医薬品】
- ビオフェルミンVC【第3類医薬品】
- ビオフェルミン酸化マグネシウム便秘薬【第3類医薬品】

### 動物用医薬品
- 動物用ビオフェルミン

### 過去に存在した製品
- ビオフェルミン（創業時からの薬品、元々は一般用向け薬で創業当時から1966年まで販売）
- ビオビタミン末
- ビオビタミン錠
- プロハルンカプセル（医療用医薬品）
- ビオフェルミン末（動物用医薬品）
- 新ビオフェルミン
- 新ビオフェルミン末
- 新ビオフェルミン末<分包>
- ボンヴォックス（のど薬）
- ビオピコ錠（便秘薬）
- ビオフェルミン健胃消化薬錠【第3類医薬品】
- ビオフェルミン便秘薬【第2類医薬品】

## 提供スポンサー

### 現在
- 情報ライブ ミヤネ屋（読売テレビ制作・日本テレビ系）：木曜日のネットスポンサー。
- ゴゴスマ -GO GO!Smile!-（CBCテレビ制作・TBSテレビ系列）：木曜日のテレビスポンサー。

### 過去
- つるやオープンゴルフトーナメント（毎日放送製作・TBS系）：1994年4月、第1回のみ。
- みのもんたの朝ズバッ!（TBS系）：提供番組だったが、司会者・みのもんたの失言によってスポンサーから降板。
- 中居正広の金曜日のスマたちへ（TBS系）
- ノックは無用!（関西テレビ）：関西ローカルのみ。
- スーパーモーニング（テレビ朝日系）
- 世界まる見え!テレビ特捜部（日本テレビ系）
- 満開!ピープルテレビ（ABC制作・テレビ朝日系）
- 新婚さんいらっしゃい!（ABC制作・テレビ朝日系）：2005年10月2日から2010年3月28日まで（30秒だが、企業名クレジット読み扱い。）
- たけしの健康エンターテインメント!みんなの家庭の医学（ABC制作・テレビ朝日系）

### 武田グループとしての一社提供テレビ番組
- ラブラブショー（フジテレビ系）
- アイ・アイゲーム（フジテレビ系）
- TVプレイバック（フジテレビ系）
- ゴールデン洋画劇場（フジテレビ系）
- 三角ゲーム・ピタゴラス（ABC制作・テレビ朝日系）
- 世界一周双六ゲーム（ABC制作・テレビ朝日系）
- さんまのからくりTV（TBS系）
- さんまのSUPERからくりTV（TBS系）
- テレビドクター（読売テレビ）：関西ローカルのみ協賛スポンサー。
- サンデー・ドクター（読売テレビ） - 同上。
- おはよう!ドクター（現在放送中、読売テレビ） - 同上。

## 広告・CM
ラジオではスポンサー番組はないが、MBSラジオ・ABCラジオ・FM大阪・Kiss FM KOBE・ラジオ関西・TBSラジオ・文化放送・ニッポン放送でスポットCMとしてよく流れている。

### 出演者

#### 現在
- 岡田将生「新ビオフェルミンS」（2021年 - ）

#### 過去
- 広川太一郎（声優、ナレーション）：新ビオフェルミンのCMナレーション。
- 橋谷能理子：新ビオフェルミンS
- 堀川早苗：新ビオフェルミンS
- 速見領：新ビオフェルミンS
- 黒須麻耶：新ビオフェルミンS
- 岡本綾：新ビオフェルミンS
- 寄藤文平（イラスト著者）：ビオフェルミン下痢止め
- 増山江威子（声優）：ビオフェルミン下痢止め
- 太田淑子（声優・ナレーション）：ビオフェルミン便秘薬のCMナレーション。
- ナポレオン（キャラクター）：ビオフェルミン健胃消化薬錠
- 夏目漱石（キャラクター）：ビオフェルミン健胃消化薬錠
- 蒼井優：「新ビオフェルミンS」（2006年12月 - 2020年2月）[14]）
  - 「新ビオフェルミンS錠」および「新ビオフェルミンS細粒」のテレビCM等多数。
    - 「家族にひとつ篇」（2020年）[14]
- 松岡茉優：「ビオフェルミンVC」（2020年2月 - 2021年）
  - 「腸活でなりたい私に篇」（2020年2月27日 - ）[15]
- 江口拓也：「ビオフェルミンVC」（2020年2月 - ）
  - Twitter限定CM動画「ビオフェルミンVC 江口さん篇」（2020年2月27日配信）/声の出演者として、松岡茉優と共演。[16]

など

## 特記事項
グラウンド整備カー「ビオフェルミン号」
阪神甲子園球場のグラウンド整備カー（グラウンド整備用三輪自動車）には、長年、ビオフェルミンの広告が出されており、「ビオフェルミン号」の愛称で知られている。阪神園芸の従業員による巧みな運転技術も相まって、ファンの認知度は高い。ビオフェルミン号がグラウンド整備をするのは、腸内環境を整えるビオフェルミンのイメージと関連付けた広告戦略であろうと考えるファンもいる。また、プルバック機能付きのミニチュア玩具も公式ショップから発売されており、土産としても人気がある。